# Phyllococcus oahuensis
Phyllococcus oahuensis är en insektsart som först beskrevs av Edward MacFarlane Ehrhorn 1912.
Phyllococcus oahuensis ingår i släktet Phyllococcus och familjen ullsköldlöss. IUCN kategoriserar arten globalt som utdöd. Inga underarter finns listade i Catalogue of Life.